# Stuart Braithwaite

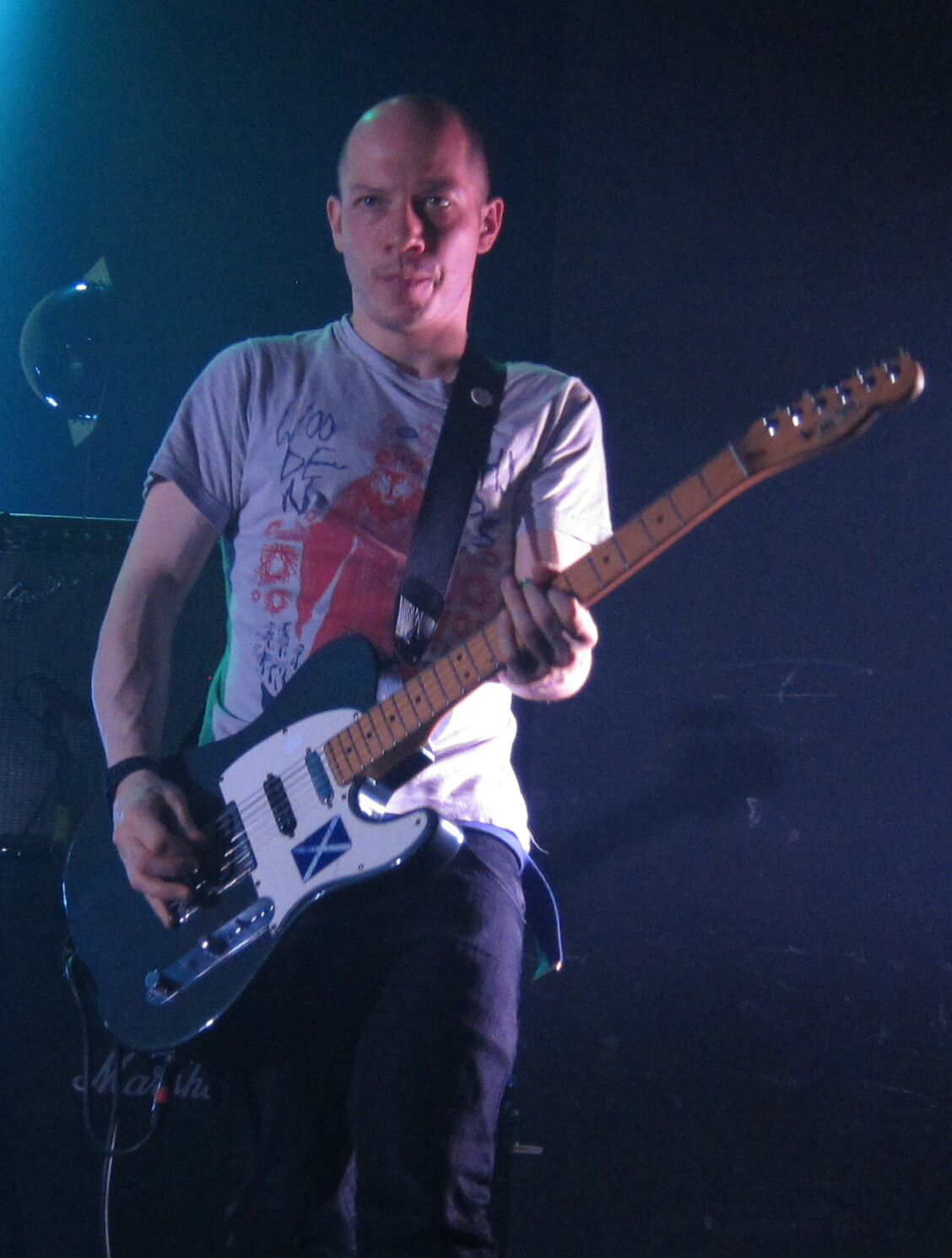

Stuart Leslie Braithwaite (Dalserf, South Lanarkshire; 10 de mayo de 1976) es un multinstrumentista escocés, cantante y compositor. Es el guitarrista principal de la banda de post rock Mogwai, con la cual ha grabado nueve álbum. Además, es miembro de la banda británica de rock alternativo Minor Victories

## Inicios (1976–1994)
Braithwaite creció escuchando The Cure, Joy Division, The Stooges, The Velvet Underground, Black Sabbath entre otras bandas de rock.  Asistió a la academia Strathaven desde 1987 a 1993. Posterior a eso lideró la banda Deadcat Motorbike, disolviéndose en junio de 1995. También participó como baterista para la banda escocés Eska.

## Vida personal
La familia de Braithwaite es oriunda  de Flesherin en la Isla de Lewis. Pese a ello, Stuart nació y creció en Glasgow Escocia. Braithwaite se casó en abril del 2019 con la artista musical Elisabeth Elektra
. Previamente estuvo casado con la promotora de música Grainne Braithwaite-Vedamanikam.